# Doktorn går till sjöss
Doktorn går till sjöss (engelska: Doctor at Sea) är en brittisk komedifilm från 1955 i regi av Ralph Thomas.
Filmen bygger på Richard Gordons roman med samma namn.

## Handling
Doktor Simon Sparrow tar jobb som fartygsläkare i ett försök att hitta spänning.

## Rollista i urval
- Dirk Bogarde - Dr. Simon Sparrow
- James Robertson Justice - Kapten Hogg
- Brenda De Banzie - Muriel Mallet
- Brigitte Bardot - Hélène Colbert
- Maurice Denham - Easter
- Michael Medwin - Trail
- Hubert Gregg - Archer
- Raymond Huntley - Kapten Beamish
- Geoffrey Keen - Hornbeam
- Joan Sims - Wendy
- Cyril Chamberlain - Whimble
- Jill Adams - Jill
- Toke Townley - Jenkins